# Chlorochaeta subargentaria
Chlorochaeta subargentaria là một loài bướm đêm trong họ Geometridae.